# Lazurový vrch
Lazurový vrch je přírodní rezervace ev. č. 1851 severovýchodně od obce Chodová Planá v okrese Tachov. Oblast spravuje AOPK ČR - Správa CHKO Slavkovský les. Důvodem ochrany jsou suťové lesy představující klimaxovou vegetaci na strmých skalnatých svazích a ochrana významných zimovišť netopýrů.

## Historie

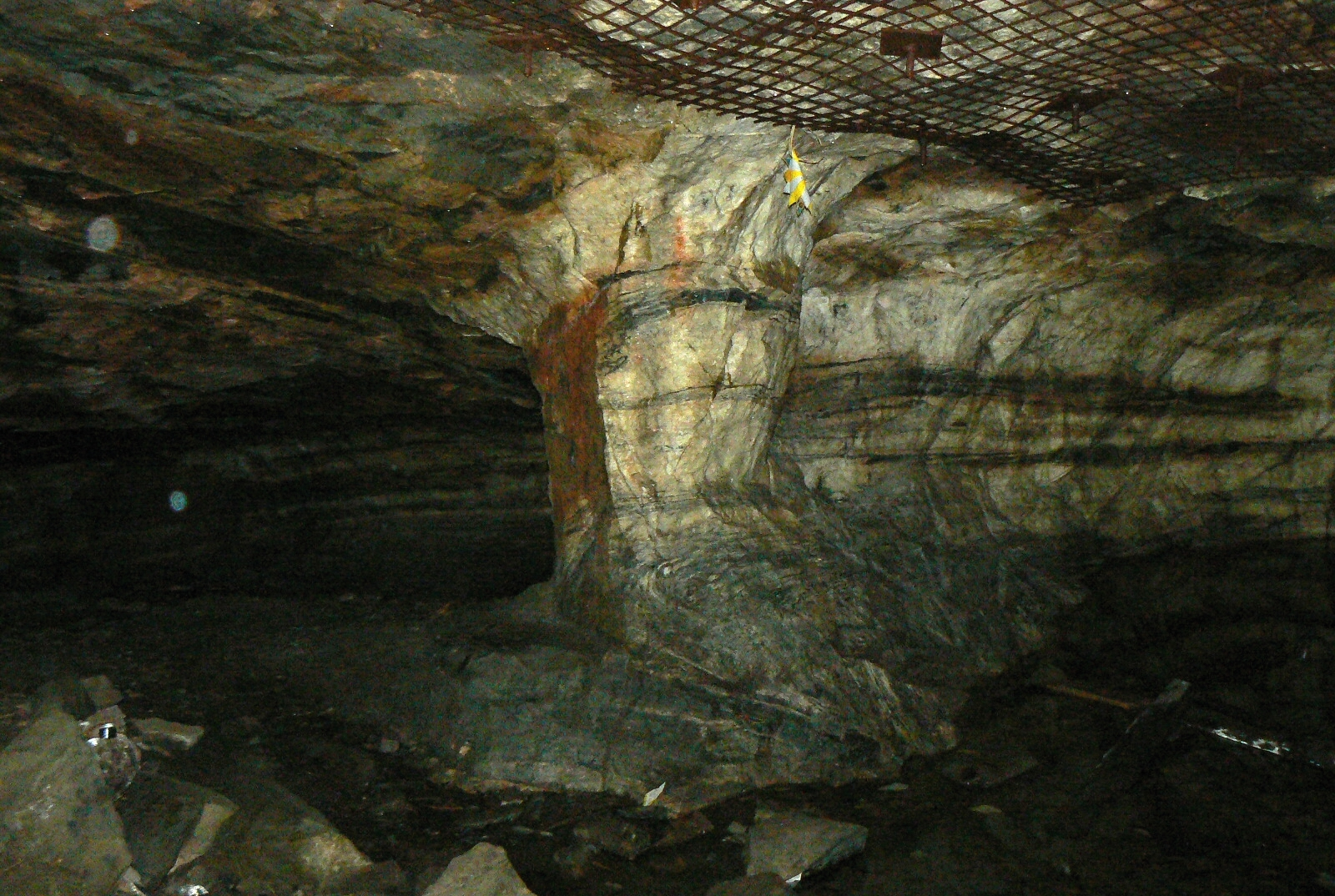
Stará dobývka na Lazurovém vrchu

Na vrcholu Lazurového vrchu se na východní straně nacházejí dnes již jen málo patrné zbytky středověkého hradu Lazurová hora ze 13. století. V minulosti se zde těžilo převážně stříbro a cín. Dodnes zde jsou patrné vstupy do dolů. Pod severní stranou „Lazurky“ se nachází Tabákový mlýn (Tabakmühle). Jedinou pro auto přístupnou cestou je polní cesta na jižní stranu vrchu, na kterou se lze napojit ze silnice Chodová Planá – Michalovy Hory vpravo před Michalovými Horami. Nachází se zde také komín po blíže nespecifikované továrně.

## Přírodní poměry
Přírodní rezervace se nachází ve významné části severního svahu stejnojmenného vrchu o nadmořské výšce 650 m geomorfologicky spadajícího do celku Tepelská vrchovina, podcelku Bezdružická vrchovina, okrsku Michalovohorská vrchovina a podokrsku Vlkovická vrchovina. Samotný vrchol se v prostoru rezervace nenachází.